# Zak Penn
Zak Penn (sinh ngày 23 tháng 3 năm 1968) là nam biên kịch người Mỹ. Ông tốt nghiệp Đại học Wesleyan năm 1990.